# モアン山
モアン山（モアンさん）は、北海道の標津郡中標津町にある標高356.2mの山である。山頂には四等三角点「藻安山」が設置されている。

## 概要
知床連峰主稜線上の標高780mの無名峰から南東方向に伸びる尾根の先端部に位置する山で、根釧台地上部の中に現れる小山の山容は特徴的であり、山頂南側には大きく「牛」と書かれた文字が見えることで知られる。
山名は東側を流れるモアン川に由来し、アイヌ語で「静かである川」や「小さな鷲捕小屋のある川」を意味すると考えられるが詳細にはわかっていない。
モアン山は5月中旬から10月中旬にかけて牛の放牧が行われるため、夏期の入山は禁止されている。周辺には複数の道路があるためモアン山の周りを一周するコースなどルートの取り方は様々である。